# Festung Dobrošov

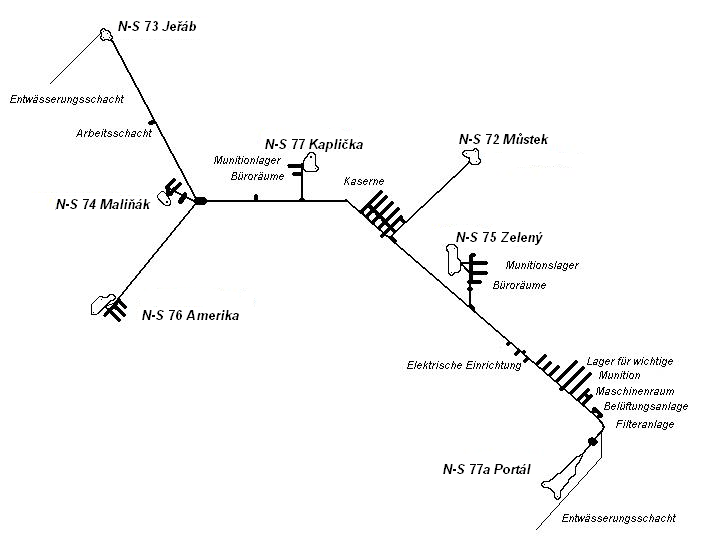
Lage der einzelnen Teile der Festung

Die Festung Dobrošov (tschechisch Pevnost Dobrošov) war als Festungsbauwerk Teil des tschechoslowakischen Walls in Dobrošov (dt. Dobroschau) bei Nachod, welcher vor einem befürchteten Angriff der Wehrmacht nach der Machtergreifung der Nationalsozialisten schützen sollte. Die unvollendete Festung ist seit 1995 ein nationales Kulturdenkmal der Tschechischen Republik.

## Geschichte

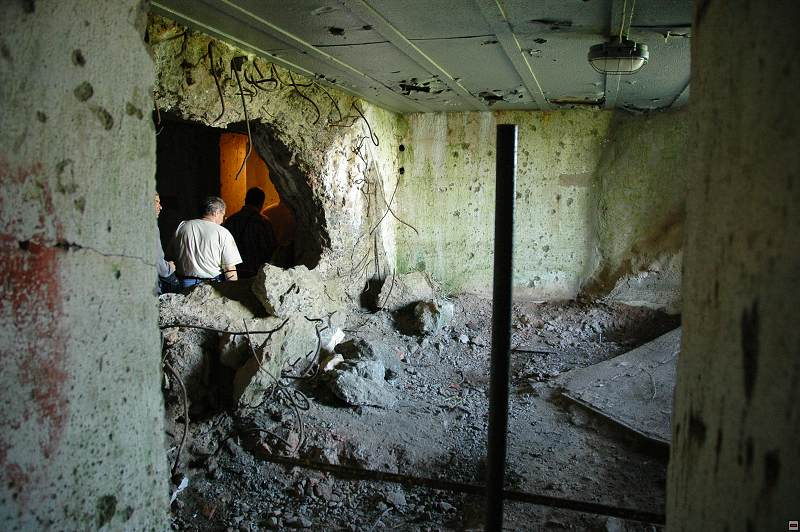
Durchbrochene Mauer des Bunkers „Můstek“

Die Aufrüstung der Wehrmacht durch Adolf Hitler nach 1933 stellte für den tschechoslowakischen Staat eine ernste Bedrohung dar. Der tschechoslowakischen Regierung war bewusst, dass sie ohne bauliche Verteidigungsanlagen nicht in der Lage wäre, die Staatsgrenzen und die Bevölkerung zu schützen. Dies gab den Anlass, ab 1935 den Tschechoslowakischen Schutzwall zu errichten.
Baubeginn der Festung Dobrošov war der 13. September 1937. Hier waren im Drei-Schicht-Betrieb bis zu 490 Arbeiter beschäftigt. Das gesamte Bauwerk sollte 33.557.057,80 Tschechoslowakische Kronen kosten und Platz für eine Mannschaft von 571 Personen bieten. Frauen war der Zutritt auf die Anlage untersagt. Für den Bau der Festung wurde nach einer Ausschreibung das Prager Unternehmen Dr. Kapsa & Müller beauftragt.
Aufgrund des Münchner Abkommens im Jahr 1938 legten die Bauarbeiter ihre Arbeit ohne Fertigstellung der Festung vollständig nieder. Weil die Stadt Náchod jedoch nicht zum Geltungsbereich des Münchner Abkommens (Sudetengebiet) zählte, kam die Festung selbst erst nach der „Zerschlagung der Rest-Tschechei“ in der Zeit des Protektorats Böhmen und Mähren während der Jahre 1939 bis 1945 unter deutsche Verwaltung. In dieser Besatzungszeit wurde die Festung zu Propaganda- und Testzwecken verwendet. Nach der Wiederherstellung der Tschechoslowakei im Jahr 1945 ging die Festung an die tschechoslowakische Armee über. Diese übergab im Jahr 1968 die Festung Dobrošov für Museumszwecke an den Staat.
1969 eröffnete man für Besucher das Museum und die Festung. Seither befindet sich dort eine Ausstellung über die tschechoslowakischen Grenzbefestigungen. Später kam eine weitere über den Zweiten Weltkrieg hinzu.

## Beschreibung und Lage

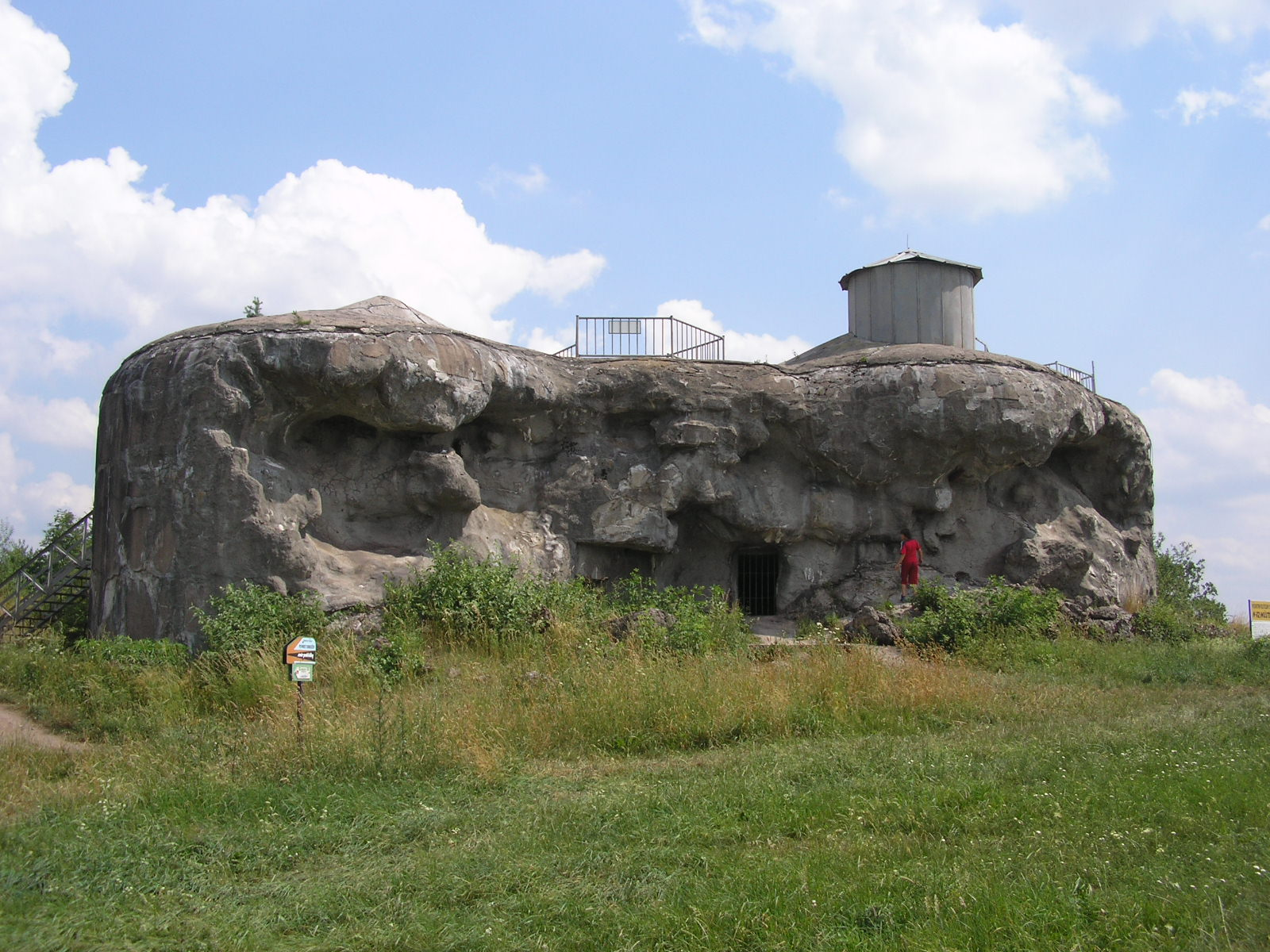
Bunker N-S 72 „Můstek“

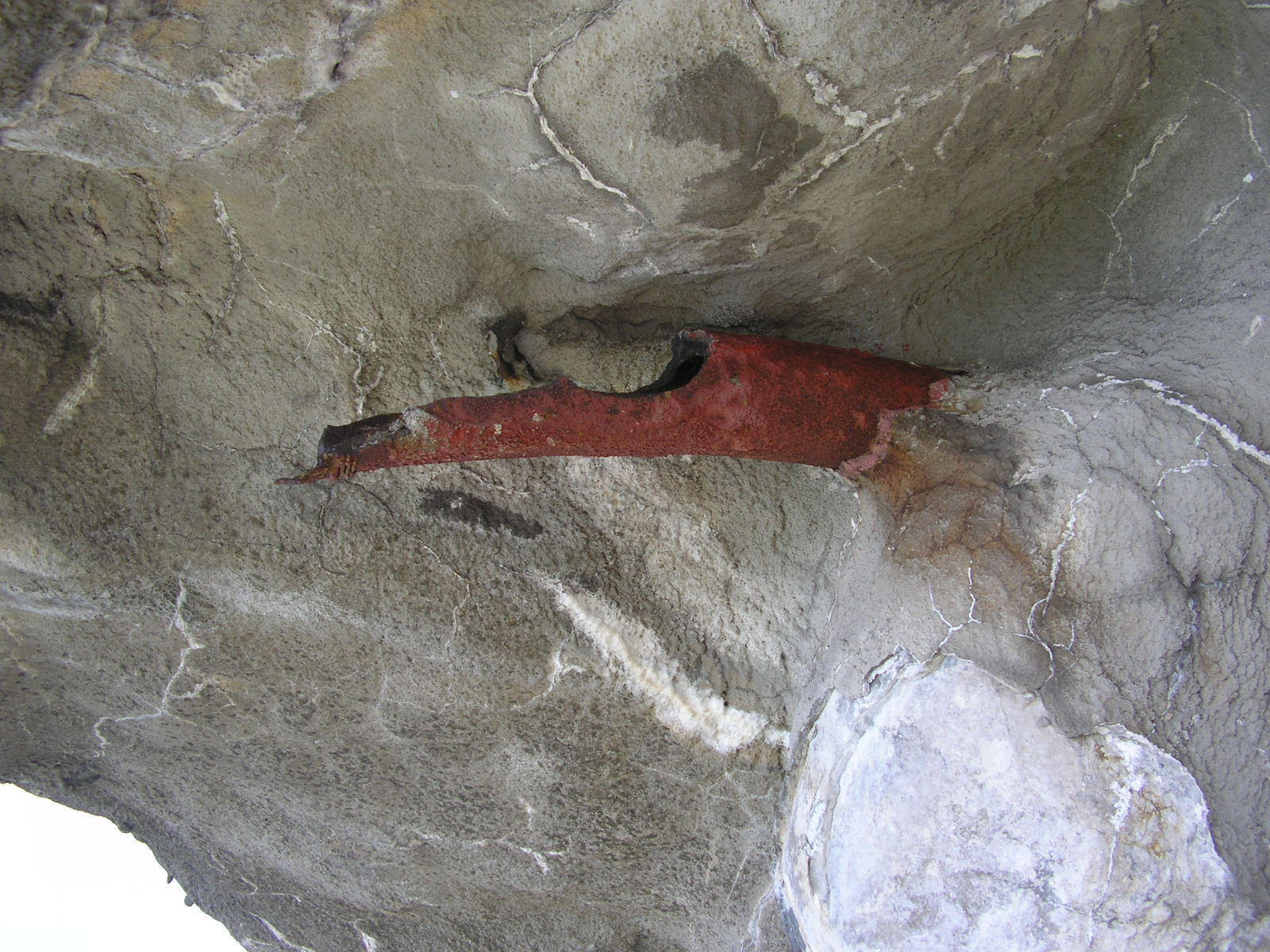
Verrostete Rakete im N-S 72

Das Objekt liegt auf einer Höhe von etwa 600 m n.m. über der gleichnamigen Gemeinde Dobrošov. Die Gänge der Festung sind insgesamt 1750 m lang. Die meisten Gänge und Anlagen sind mit Sicherungen aus Stahl gestützt und nicht ausgestattet. Neben zahlreichen kleineren Bunkern, wie dem LB 37, die in Serie produziert worden sind, gibt es auch sieben große Hauptobjekte. Die drei großen vollendeten Bunker der Anlage nennen sich „Můstek“, „Jeřáb“ und „Zelený“. Unterirdisch befanden sich eine Kaserne mit Lazarett, Büroräume, Maschinenräume, Filter- und Belüftungsanlagen, Munitionslager und Arbeitsräume zur Befüllung leerer Patronenhülsen. Gefährdete Räume wie die Munitionslager und Arbeitsräume waren räumlich getrennt und besonders gesichert, um eine unbeabsichtigte Selbstzerstörung der Anlage zu verhindern.
| Bezeichnung | Deckname | Zeitraum der (Beton-)arbeiten | Zustand                       |
| ----------- | -------- | ----------------------------- | ----------------------------- |
| N-S 72      | Můstek   | 25. – 31. Juli 1938           | vollendet, teilweise zerstört |
| N-S 73      | Jeřáb    | 24. Juni – 2. Juli 1938       | vollendet                     |
| N-S 74      | Maliňák  | Frühling 1938                 | nicht vollendet               |
| N-S 75      | Zelený   | 3. – 28. September 1938       | vollendet                     |
| N-S 76      | Amerika  | Herbst 1938                   | nicht vollendet               |
| N-S 77      | Kaplička | Sommer 1939                   | nicht vollendet               |
| N-S 77a     | Portál   | Frühling 1939                 | nicht vollendet               |

### N-S 72 „Můstek“
Der Bunker N-S 72 „Můstek“ ist der höchstgelegene Bunker der Anlage und wurde nach einer heute nicht mehr stehenden Skisprungschanze in der Nähe benannt. Die deutsche Wehrmacht testete an dieser Anlage die Schusskraft eines neuen Jagdpanzers. Erst nach mehrtägigem Beschuss der Anlage brach der Stahlbeton wegen Überhitzung. Heute befindet sich in der Fassade eine verrostete Rakete. Das Objekt befindet sich 619 m n.m.

### N-S 73 „Jeřáb“

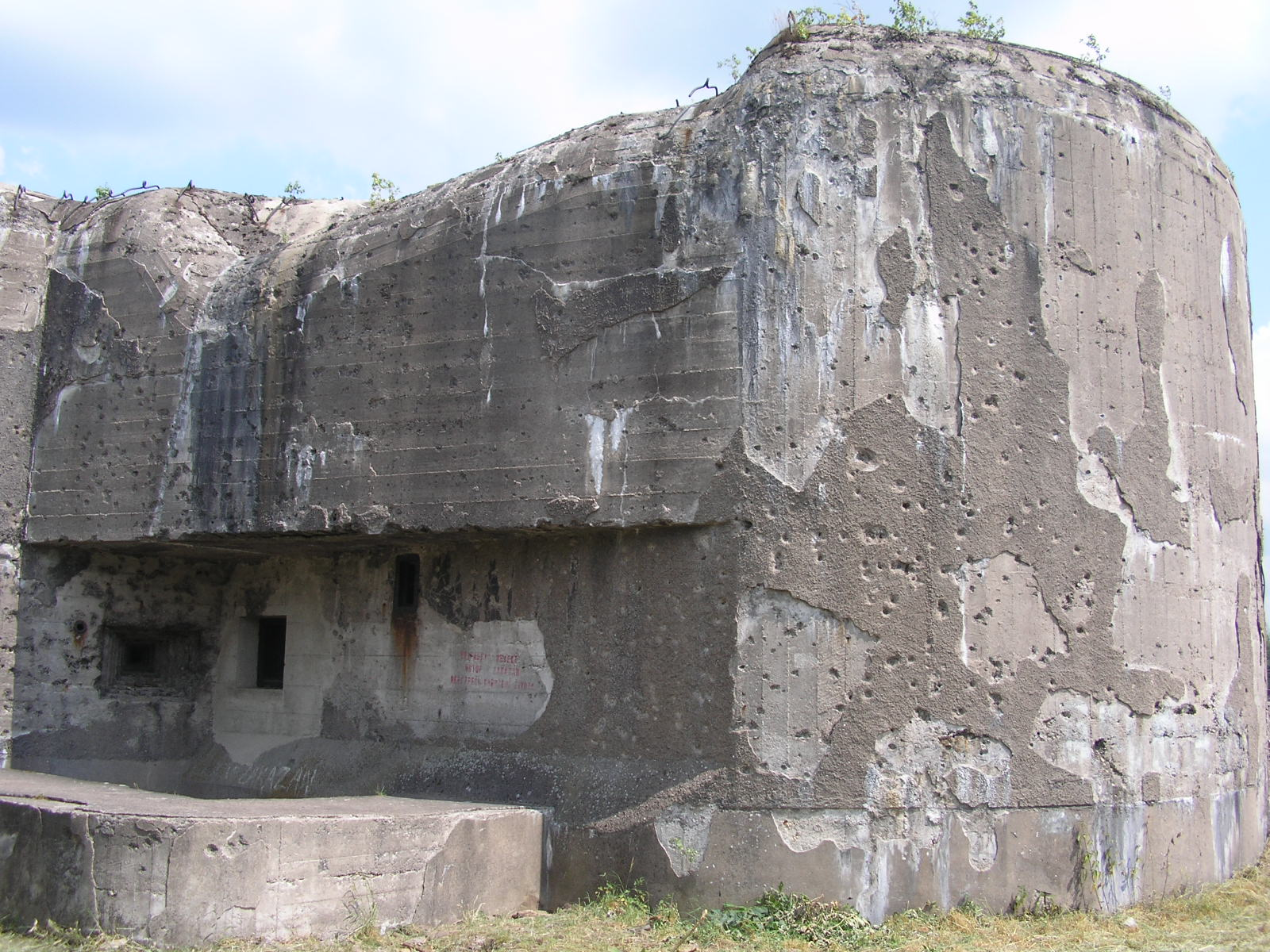
Einschussstellen der Wochenschaupropaganda im Bunker N-S 73

„Jeřáb“ war das erste fertig ausbetonierte Objekt. Innerhalb seiner Räumlichkeiten waren provisorische Betten und ein Proviant- und Munitionslager eingerichtet. Trinkwasser erhielt man aus den unterirdischen Räumen. Der Soldat Eduard Zicháček malte als Erinnerung an die Folgen des Münchner Diktats drei Wandbemalungen. Diese sind bis heute erhalten. Im Jahr 1940 drehte das Deutsche Reich hier einen Propagandafilm für die Wochenschau. Dieser sollte nach Angaben des Propagandaministeriums die Eroberung der französischen Maginot-Linie zeigen. Die Einschussstellen, die während des Filmens entstanden, sind noch heute sichtbar.

### N-S 75 „Zelený“

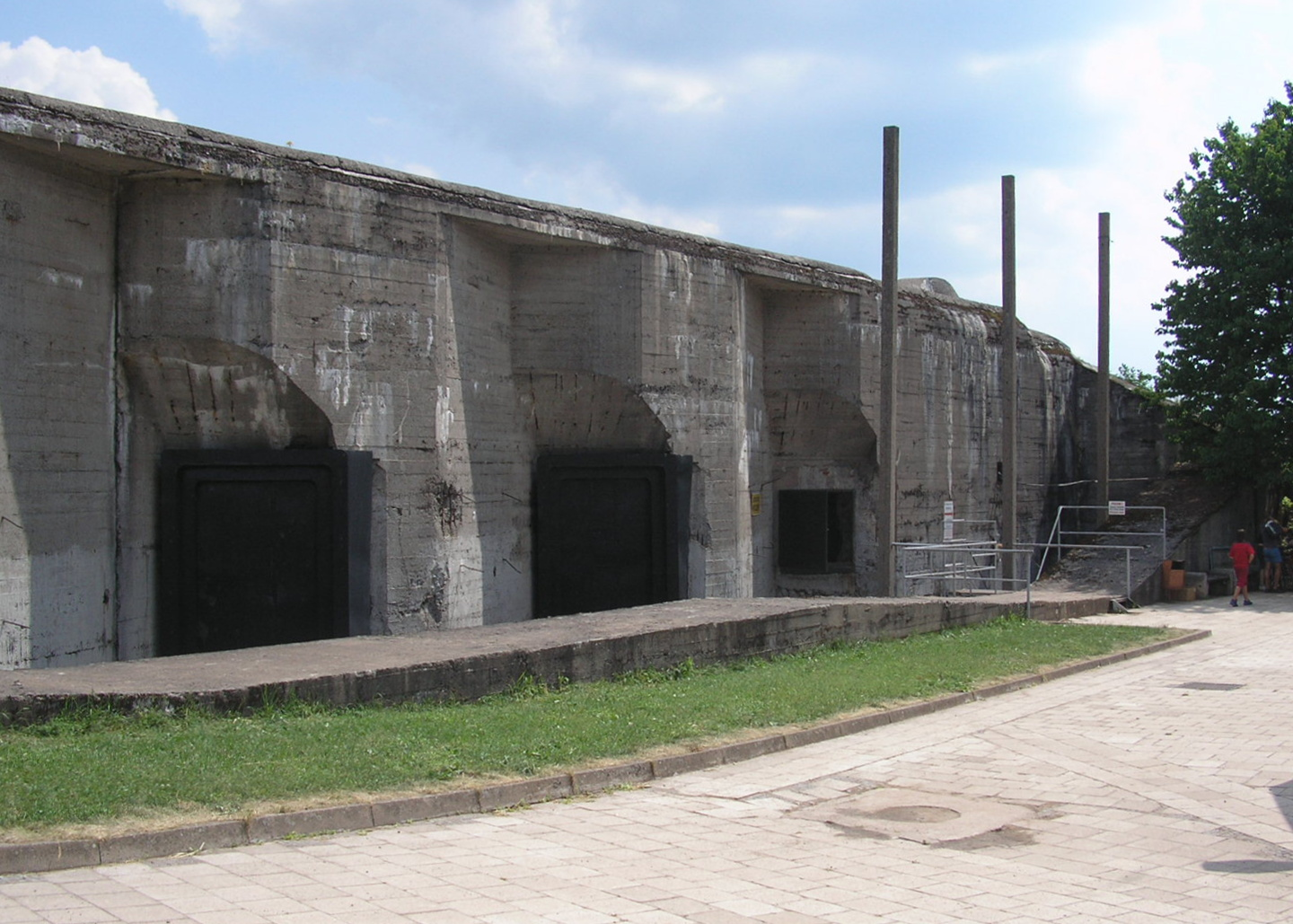
Artilleriewerk N-S 75

Das Artilleriewerk „Zelený“ ist das größte Objekt der Anlage. Den Namen erhielt es nach dem Namen des Grundstücksbesitzers. N-S 75 ist 47 m lang, 16 m breit und 5,75 m hoch. Die Betonierung erfolgte in zwei Schritten. Der erste Teil wurde innerhalb von fünf Tagen fertiggestellt, der zweite Teil innerhalb von neun Tagen. Zur Errichtung des Bauwerks wurden 5520 m³ Beton benötigt. Als Hauptbewaffnung des Objekts waren drei halbautomatische Haubitzen vorgesehen. Die Geschütze gelangten jedoch nie an die vorgesehenen Stellen. Im Jahr 1975 wurden hier zwei kleinere Waffen aufgestellt, die als Requisiten für einen ungarischen Film dienten. Diese funktionsuntüchtigen Modelle befinden sich noch heute dort. Im unteren Teil sind die sanitären Anlagen und die Unterkünfte der Soldaten und Offiziere gelegen.

### Weitere Bunker
Neben den drei vollendeten Bunkern gibt es noch vier unvollendete Objekte mit den Namen N-S 76 „Amerika“, N-S 77 „Kaplička“, N-S 77a „Portál“ und N-S 74 „Maliňák“. Mit den Betonarbeiten für zwei der Bunker war 1938 bereits begonnen worden, während für den Bunker N-S 77 nur ein tiefer Schacht und eine Baugrube ausgehoben worden sind.